# Theophrastus (cràter)
Theophrastus és un petit cràter d'impacte de la Lluna situat a la part sud del Sinus Amoris, una badia de la part nord-est de la Mare Tranquillitatis. Es troba al sud-est del cràter inundat de lava Maraldi, havent estat designat Maraldi M fins que la UAI li va donar el seu nom actual. Just a sud-est de Theophrastus es troba el cràter Franz, també inundat de lava.

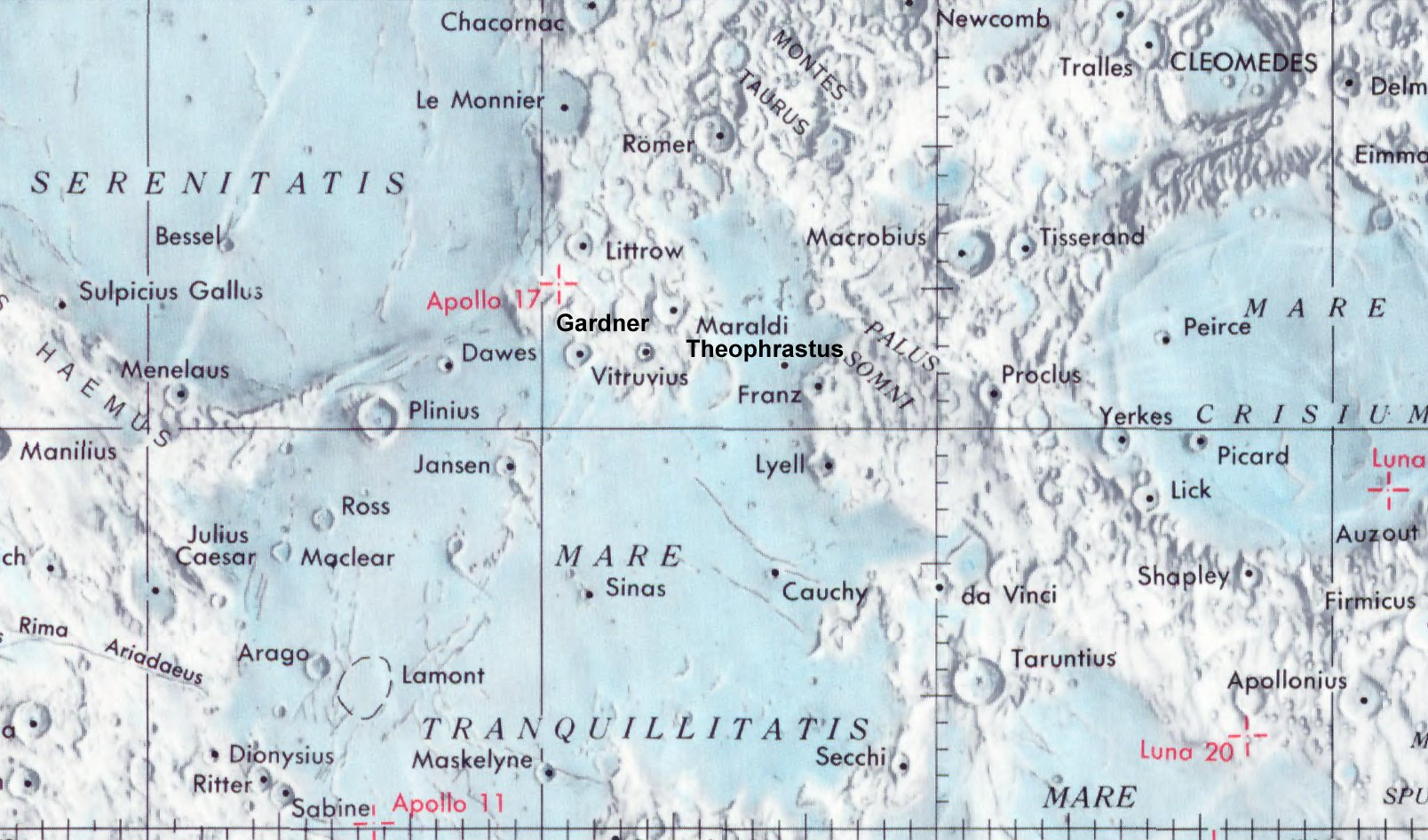
Localització de Theophrastus (centre de la imatge)
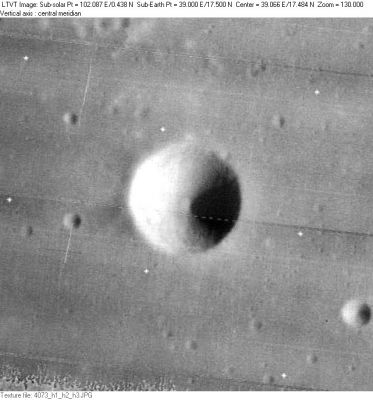
Fotografia de la missió Lunar Orbiter 4

Es tracta d'un cràter circular, amb parets interiors que descendeixen fins al punt mig i una vora que s'eleva lleugerament per sobre de la mar lunar circumdant. El cràter té gairebé el mateix baix albedo que la superfície propera. No presenta altres característiques distintives, i no s'ha erosionat significativament.